# 盧卡區
盧卡區是非洲中部國家烏干達的111個區之一，由東部區負責管轄，首府是盧卡，海拔高度1,200米，距離伊甘加約33公里，2002年人口估計為185,500。

## 外部連結
- Luuka District Homepage （页面存档备份，存于）

00°42′N 33°18′E / 0.700°N 33.300°E